# 2777 Shukshin
2777 Shukshin eller 1979 RY11 är en asteroid i huvudbältet som upptäcktes den 24 september 1979 av den rysk-sovjetiske astronomen Nikolaj Tjernych vid Krims astrofysiska observatorium på Krim. Den har fått sitt namn efter den ryske författaren Vasilii Shukshin.
Asteroiden har en diameter på ungefär 6 kilometer och den tillhör asteroidgruppen Flora.